# Ligia Mayo
Ligia Tamayo Posada (Yarumal, Antioquia, 15 de agosto de 1928-Medellín, 23 de agosto de 2012), más conocida por su nombre artístico, Ligia Mayo fue una educadora, compositora y cantante de boleros colombiana.

## Biografía
Nació el 15 de agosto de 1928 en Yarumal, municipio norteño de Antioquia, pero desde niña vivió en Medellín donde aprendió guitarra y canto. Se graduó en educación en la Universidad de San Buenaventura y fue cofundadora del Colegio Latino de Medellín.
En la década del 60 grabó Con toda el Alma, bolero compuesto por el español Luis Martínez Serrano y Lejos de Ti del puertorriqueño Rafael Hernández con la disquera Codiscos. Interpretó los temas Amor Imposible y Llámame de Luis Uribe Bueno.
Grabó 15 temas propios en 2007 con boleros como Soledad, Te amé, No es pecado quererte y Luna mensajera, y el vals No me mires más.
Murió el 23 de agosto de 2012 de una caída en su apartamento. Su hija Martha Ligia la encontró tendida en el piso y la trasladó al Hospital General donde la declararon muerta.